# Liste der Kreisstraßen im Kreis Nordfriesland
Die Liste der Kreisstraßen im Kreis Nordfriesland ist eine Liste der Kreisstraßen im schleswig-holsteinischen Kreis Nordfriesland.

## Abkürzungen
- K: Kreisstraße
- L: Landesstraße

## Liste
Straßen und Straßenabschnitte, die unabhängig vom Grund (Herabstufung zu einer Gemeindestraße oder Höherstufung) keine Kreisstraßen mehr sind, werden kursiv dargestellt. Der Straßenverlauf wird in der Regel von Nord nach Süd und von West nach Ost angegeben.
| Nr.   | Verlauf |
| ----- | --- |
| K 1   | – Koldenbüttel – K 22 – |
| K 2   | – L 273 in Horstedt |
| K 3   | L 241 – K 41 – L 241 in Tönning |
| K 4   | – L 241 – Kating |
| K 5   | in Sandwehle – L 305 – K 27 |
| K 6   | L 33 in Sankt-Peter-Dorf – Sankt-Peter-Bad – Sankt-Peter-Dorf – L 33 – K 36 – Sankt Peter-Böhl – L 33                                         |
| K 7   | L 11 – Sophien-Magdalenen-Koog – L 278 |
| K 8   | – Drage |
| K 9   | K 10 in Ording – in Ording |
| K 10  | K 9 in Ording – in Brösum |
| K 11  | Tholendorf – |
| K 12  | K 36 – in Tating |
| K 13  | K 16 – Großmedehop – |
| K 14  | K 131 – K 36 – Neukrug – K 16 – Poppenbüll – L 34                                                                                             |
| K 16  | K 14 – K 13 – L 34 – L 242 |
| K 19  | L 310 – L 32 |
| K 20  | L 310 in Uelvesbüll – L 32 |
| K 21  | in Wester-Ohrstedt – L 38 in Ohrstedt-Bahnhof                                                                                                 |
| K 22  | K 1 in Koldenbüttel – Ramstedt – K 50 – K 135                                                                                                 |
| K 23  | in Schwesing – K 134 |
| K 24  | L 273 in Husum – K 136 – K 137 – – K 135 in Mildstedt                                                                                         |
| K 26  | L 241/L 305 – Vollerwiek |
| K 27  | K 5 – L 305 |
| K 28  | L 33 – Ehstensiel |
| K 29  | L 310 – Wasserkoog – L 32 |
| K 30  | L 273 in Arlewatt – Olderup – K 33 – in Immenstedt                                                                                            |
| K 31  | L 38 – Lehmsiek – Hollbüllhaus – Fresendelf – Süderhöft – K 56 – Hude – L 38 in Schwabstedt                                                   |
| K 32  | in Struckum – Almdorf – Bohmstedt – K 66 – L 273                                                                                              |
| K 33  | K 30 in Olderup – |
| K 35  | Sönke-Nissen-Koog, Weg zur Hamburger Hallig – Sönke-Nissen-Koog – L 11 – L 6 in West-Bordelum                                                 |
| K 36  | K 14 – K 12 – Brösumsiel – – L 33 in Sankt-Peter-Dorf                                                                                         |
| K 38  | K 73 – Langenhorn – L 13 – |
| K 40  | L 36 – / |
| K 41  | K 3 – L 305 in Katinger Watt |
| K 42  | K 135 – Winnert – L 38 – Osterwinnert |
| K 44  | Langeneß, Schiffsanleger – K 58 – Süderhörn – Ketelswarf – Kirchwarf – Hunnenswarf – Peterhaitzwarf – Bahnhof der Halligbahn                  |
| K 45  | L 10 in Risum – K 88 – K 112 – K 73 |
| K 47  | K 68 – Morsumkoog – L 30 – K 80 in Süderhafen                                                                                                 |
| K 48  | L 281 – Kreisgrenze – (K 66 im Kreis Schleswig-Flensburg)                                                                                     |
| K 49  | in Immenstedt – |
| K 50  | Wisch – K 22 in Ramstedt |
| K 51  | K 134 in Rosendahl – L 37 – K 135 in Mildstedt                                                                                                |
| K 52  | Bupheverkoog – L 97 |
| K 53  | K 134 in Wittbek – L 38 – Osterwittbekfeld – L 37                                                                                             |
| K 54  | L 37 – Rott |
| K 55  | – Südermarsch – K 135 in Rantrum |
| K 56  | K 31 in Süderhöft – Kreisgrenze – (K 43 im Kreis Schleswig-Flensburg)                                                                         |
| K 58  | K 44 – Langeneß, Hilligenley – Langeneß, Nationalparkzentrum                                                                                  |
| K 60  | L 28 – L 281 in Kolkerheide |
| K 62  | in Engelsburg – in Schwesing |
| K 63  | (K 67 im Kreis Schleswig-Flensburg) – Kreisgrenze – L 12/L 281 in Goldebek                                                                    |
| K 65  | L 28 in Eckstock – Kragelund – K 66 in Hoxtrup                                                                                                |
| K 66  | K 32 in Bohmstedt – Ahrenshöft – L 273 – Hoxtrup – K 65 – Boxlund – /L 28 in Viöl                                                             |
| K 68  | Elisabeth-Sophien-Koog – K 47 – L 30 |
| K 69  | (K 64 im Kreis Schleswig-Flensburg) – Kreisgrenze – L 28                                                                                      |
| K 71  | L 11 – L 191 |
| K 72  | L 6 in Munksbrück – Amtmannseck – Norderschule – Christianswarft – Bongsiel – Nordwarf – Fedderswarft – Kleine Gaarde – L 191 in Große Gaarde |
| K 73  | L 6 – K 110 – Efkebüll – K 45 – K 38 – Bargum Barg – West-Bargum – Ost-Bargum – L 4 in Scholmbrück                                            |
| K 74  | (K 73 im Kreis Schleswig-Flensburg) – Kreisgrenze – L 12 in Goldelund                                                                         |
| K 75  | L 12 – L 281 in Joldelund |
| K 76  | (K 65 im Kreis Schleswig-Flensburg) – Kreisgrenze – L 281 in Löwenstedt                                                                       |
| K 79  | – Ahrenviöl – Ahrenviölfeld – Dreisprung – Kreisgrenze – (K 11 im Kreis Schleswig-Flensburg)                                                  |
| K 80  | L 30 – Gaikebüll – Herrendeich – Süderhafen – K 47 – L 30                                                                                     |
| K 81  | L 30 in Wobbenbüll – Hattstedt – L 273 |
| K 82  | Hooge, Schiffsanleger – Backenswarft – Hanswarft – Ockelützwarft                                                                              |
| K 83  | L 97 – Waldhusen – L 97 in Tilli |
| K 84  | K 85 in Uphusum – Holm – Bosbüll – K 114 – in Klixbüll                                                                                        |
| K 85  | L 2 in Süderlügum – Humptrup – K 94 – Uphusum – K 84 – Braderup – Lexgaard – L 301                                                            |
| K 86  | L 4 – Kreisgrenze – (K 70 im Kreis Schleswig-Flensburg)                                                                                       |
| K 87  | L 5 in Sande – Enge – K 113 – L 4 |
| K 88  | K 45 – in Stedesand |
| K 89  | /L 8 in Niebüll – Klockries – Lindholm – K 115 – /L 10                                                                                        |
| K 90  | K 100 in Maasbüll – L 10 in Risum |
| K 91  | L 9 – Dagebüll-Kirche (– Abzweig zur L 191) – Broderswarft – L 6 in Westerschinkeldeich                                                       |
| K 92  | L 6 in Neugalmsbüll – L 9 |
| K 93  | Südwesthörn – K 95 – K 94 in Emmelsbüll-Horsbüll                                                                                              |
| K 94  | L 6 in Emmelsbüll-Horsbüll – K 93 – K 96 – L 8 – Neukirchen – L 6 – K 106 – K 85                                                              |
| K 95  | K 96 – K 93 |
| K 96  | Althorsbüll – K 95 – K 130 – K 97 – K 94 – L 6                                                                                                |
| K 97  | L 8 in Klanxbüll – K 96 |
| K 98  | (Dänemark) – Staatsgrenze – Neudorf (– Abzweig zur L 271) – L 8 in Klanxbüll                                                                  |
| K 99  | L 271 in Rodenäs – L 312 in Rosenkranz |
| K 100 | L 7/L 279 in Niebüll – Maasbüll – K 90 – L 6 in Fahretoft                                                                                     |
| K 101 | L 3 in Karlum – Achtrup – L 212 – L 300 |
| K 103 | L 212 – Sprakebüll – L 300 – Freienwill – /L 4 in Stadum                                                                                      |
| K 104 | L 192 – Weestre – L 1 – L 3 |
| K 105 | L 245 – L 1 in Bramstedtlund |
| K 106 | L 6 in Aventoft – K 94 – L 8 |
| K 107 | Süderdeich – L 6 – L 7 in Niebüll |
| K 108 | – Osterschnatebüll – L 5 in Klintum |
| K 109 | K 91 – L 191 |
| K 110 | L 10 – Süder-Waygaard – Bollhaus – K 73 |
| K 112 | L 10 – K 45 |
| K 113 | – Hörn – K 87 in Sande – L 4 in Stadum |
| K 114 | K 84 in Bosbüll – Niebüll – L 8 – L 7 |
| K 115 | L 7 in Niebüll – Lindholm – K 89 – /L 246 in Leck                                                                                             |
| K 117 | L 24 in Westerland – Tinnum – K 118 – Keitum – Archsum – Morsum                                                                               |
| K 118 | L 24 in Kampen (Sylt) – Braderup – K 120 – Munkmarsch – Keitum – K 117                                                                        |
| K 120 | L 24 in Wenningstedt – K 118 in Braderup |
| K 121 | L 24 – Mövenberg – L 24 in List auf Sylt |
| K 122 | L 214 in Utersum – Hedehusum – Witsum – L 214                                                                                                 |
| K 123 | L 214 in Nieblum – Wyk auf Föhr – L 214 |
| K 125 | L 214 in Nieblum – Alkersum – L 214 – Midlum – Oevenum – L 214                                                                                |
| K 126 | L 214 – Oldsum – K 129 – L 214 in Wyk auf Föhr                                                                                                |
| K 128 | L 37 – K 135 in Oldersbek |
| K 129 | K 126 in Oldsum – L 214 |
| K 130 | L 8 in Klanxbüll – Friedrich-Wilhelm-Lübke-Koog – K 96                                                                                        |
| K 131 | Knutzenswarft – Westerhever – K 14 – L 34 |
| K 132 | L 32 – |
| K 133 | L 214 in Süderende – L 214 |
| K 134 | L 37 in Husum – Rosendahl – K 51 – K 23 – Ipernstedt – Wittbek – K 53 – L 37 in Ostenfeld (Husum)                                             |
| K 135 | K 51 in Mildstedt – K 24 – Rantrum – K 55 – Oldersbek – K 128 – K 42 – Ramstedt – K 22 – L 38 in Schwabstedt                                  |
| K 136 | K 24 in Husum – K 138 – Finkhaushalligkoog – L 31                                                                                             |
| K 137 | K 24 in Husum – K 138 – |
| K 138 | K 136 – K 137 |